# Grecia en los Juegos Olímpicos de Salt Lake City 2002
Grecia estuvo representada en los Juegos Olímpicos de Salt Lake City 2002 por diez deportistas seis hombres y cuatro mujeres, que compitieron en cinco deportes.
El portador de la bandera en la ceremonia de apertura fue el esquiador de fondo Lefteris Fafalis. El equipo olímpico griego no obtuvo ninguna medalla en estos Juegos.